# Gilby Clarke
Gilbert J. "Gilby" Clarke, född 17 augusti 1962 i Cleveland, Ohio, är en amerikansk gitarrist. Han är mest känd som rytmgitarrist i rockbandet Guns N' Roses mellan åren 1991 och 1995.  
Under sin tidiga karriär var Clarke medlem i bandet Candy och Kill for Thrills. Han fick sitt genombrott när han började som kompgitarrist i rockbandet Guns N' Roses 1991. Han ersatte Izzy Stradlin, som hade hoppat av bandet, och medverkade på albumet The Spaghetti Incident? (1993), innan han sparkades från gruppen 1995.
Han har även spelat i bandet Slash's Snakepit för vilka han medverkade på skivan It's Five O'Clock Somewhere 1995, och har släppt ett antal soloalbum.
År 2006 deltog Clarke tillsammans med Tommy Lee (tidigare i Mötley Crüe) och Jason Newsted (tidigare i Metallica) i dokusåpan Rock Star Supernova, där de sökte efter en sångare till ett gemensamt band. 
Gilby är gift med Daniella Clarke som designar kläder (främst jeans) av märket Frankie B. Tillsammans har de dottern Francesca.

## Diskografi
Solo
- 1994 – Pawnshop Guitars
- 1995 – Blooze (EP)
- 1997 – The Hangover
- 1998 – Rubber
- 1999 – 99 Live
- 2002 – Swag
- 2007 – Gilby Clarke
- 2020 – The Gospel Truth